# Albumy numer jeden w roku 2015 (Japonia)
Notowanie Weekly Album Chart (jap. 週間アルバムランキング Shūkan Arubamu Chāto) przedstawia najlepiej sprzedające się albumy w Japonii. Publikowane jest ono przez magazyn Oricon Style, a dane skompletowane zostały przez Oricon w oparciu o cotygodniowe wyniki sprzedaży fizycznej albumów. Poniżej znajdują się tabele prezentujące najpopularniejsze albumy w danych tygodniach w roku 2015.
Notowanie Billboard Japan Hot Albums publikowane jest przez magazyn Billboard, a dane kompletowane są w oparciu o sprzedaż albumów (fizyczną i cyfrową) oraz dane pochodzące z Gracenote – ile razy dana płyta została włożona do komputera.

## Oricon Weekly Album Chart
| Data            | Album                                                                                                 | Wykonawca                                 | Źródło |
| --------------- | --- | ----------------------------------------- | ------ |
| 5 stycznia      | FUN! FUN! FANFARE!                                                                                    | Ikimonogakari                             | [ 1 ]  |
| 12 stycznia     | E.G. TIME                                                                                             | E-girls                                   | [ 2 ]  |
| 19 stycznia     | Tōmei na iro (jap. 透明な色)                                                                          | Nogizaka46                                | [ 3 ]  |
| 26 stycznia     | Tree                                                                                                  | Sekai no Owari                            | [ 4 ]  |
| 2 lutego        | Koko ga Rhodes da, koko de tobe! (jap. ここがロドスだ、ここで跳べ!)                                   | AKB48                                     | [ 5 ]  |
| 9 lutego        | PLANET SEVEN                                                                                          | Sandaime J Soul Brothers from Exile Tribe | [ 6 ]  |
| 16 lutego       | PLANET SEVEN                                                                                          | Sandaime J Soul Brothers from Exile Tribe | [ 7 ]  |
| 22 lutego       | 35xxxv                                                                                                | One Ok Rock                               | [ 8 ]  |
| 2 marca         | GENERATION EX                                                                                         | Generations from Exile Tribe              | [ 9 ]  |
| 9 marca         | White                                                                                                 | NEWS                                      | [ 10 ] |
| 16 marca        | EPIC DAY                                                                                              | B’z                                       | [ 11 ] |
| 23 marca        | Sexy Power3                                                                                           | Sexy Zone                                 | [ 12 ] |
| 30 marca        | WALK OF MY LIFE                                                                                       | Kumi Kōda                                 | [ 13 ] |
| 6 kwietnia      | 19 -Road to AMAZING WORLD-                                                                            | Exile                                     | [ 14 ] |
| 13 kwietnia     | Budō (jap. 葡萄)                                                                                      | Southern All Stars                        | [ 15 ] |
| 20 kwietnia     | „Tama Riku” (jap. 「魂リク」)                                                                         | Masaharu Fukuyama                         | [ 16 ] |
| 27 kwietnia     | 2PM OF 2PM                                                                                            | 2PM                                       | [ 17 ] |
| 4 maja          | Paripipo (jap. パリピポ)                                                                              | Johnny’s West                             | [ 18 ] |
| 11 maja         | Journey of a Songwriter ~ Tabi suru Songwriter (jap. Journey of a Songwriter 〜 旅するソングライター) | Shōgo Hamada                              | [ 19 ] |
| 18 maja         | Journey of a Songwriter ~ Tabi suru Songwriter (jap. Journey of a Songwriter 〜 旅するソングライター) | Shōgo Hamada                              | [ 20 ] |
| 25 maja         | A.B.Sea Market                                                                                        | A.B.C-Z                                   | [ 21 ] |
| 1 czerwca       | TU | Tsuyoshi Dōmoto                           | [ 22 ] |
| 8 czerwca       | μ’s Best Album Best Live! collection II                                                               | μ’s                                       | [ 23 ] |
| 15 czerwca      | REFLECTION                                                                                            | Mr. Children                              | [ 24 ] |
| 22 czerwca      | _genic                                                                                                | Namie Amuro                               | [ 25 ] |
| 29 czerwca      | No Music No Weapon (jap. ノーミュージック・ノーウエポン)                                              | Golden Bomber                             | [ 26 ] |
| 6 lipca         | JUMPing CAR                                                                                           | Hey! Say! JUMP                            | [ 27 ] |
| 13 lipca        | KIS-MY-WORLD                                                                                          | Kis-My-Ft2                                | [ 28 ] |
| 20 lipca        | DREAMS COME TRUE THE BEST! Watashi no dorikamu (jap. DREAMS COME TRUE THE BEST! 私のドリカム)         | Dreams Come True                          | [ 29 ] |
| 27 lipca        | DREAMS COME TRUE THE BEST! Watashi no dorikamu (jap. DREAMS COME TRUE THE BEST! 私のドリカム)         | Dreams Come True                          | [ 30 ] |
| 3 sierpnia      | DREAMS COME TRUE THE BEST! Watashi no dorikamu (jap. DREAMS COME TRUE THE BEST! 私のドリカム)         | Dreams Come True                          | [ 31 ] |
| 10 sierpnia     | SUPER Very best                                                                                       | V6                                        | [ 32 ] |
| 17 sierpnia     | DREAMS COME TRUE THE BEST! Watashi no dorikamu                                                        | Dreams Come True                          | [ 33 ] |
| 24 sierpnia     | DREAMS COME TRUE THE BEST! Watashi no dorikamu                                                        | Dreams Come True                          | [ 34 ] |
| 31 sierpnia     | RHINOCEROS                                                                                            | Porno Graffitti                           | [ 35 ] |
| 7 września      | DREAMS COME TRUE THE BEST! Watashi no dorikamu                                                        | Dreams Come True                          | [ 36 ] |
| 14 września     | Yasō emaki (jap. 八奏絵巻)                                                                            | Wagakki Band                              | [ 37 ] |
| 21 września     | Ninin sankyaku 2015.8.15 ~Midori no hi~ (jap. 二人参客 2015.8.15〜緑の日〜)                           | Yuzu                                      | [ 38 ] |
| 28 września     | AAA 10th ANNIVERSARY BEST                                                                             | AAA                                       | [ 39 ] |
| 5 października  | The VISIONALUX                                                                                        | Exile Takahiro                            | [ 40 ] |
| 12 października | Colors                                                                                                | CNBlue                                    | [ 41 ] |
| 19 października | Bremen                                                                                                | Kenshi Yonezu                             | [ 42 ] |
| 26 października | French Kiss                                                                                           | French Kiss                               | [ 43 ] |
| 2 listopada     | Japonism                                                                                              | Arashi                                    | [ 44 ] |
| 9 listopada     | Japonism                                                                                              | Arashi                                    | [ 45 ] |
| 16 listopada    | The Beatles 1 (jap. ザ・ビートルズ1)                                                                  | The Beatles                               | [ 46 ] |
| 23 listopada    | Kanjani8 no genki ga deru CD!! (jap. 関ジャニ∞の元気が出るCD!!)                                       | Kanjani ∞                                 | [ 47 ] |
| 30 listopada    | 0 to 1 no aida (jap. 0と1の間)                                                                        | AKB48                                     | [ 48 ] |
| 7 grudnia       | 0 to 1 no aida (jap. 0と1の間)                                                                        | AKB48                                     | [ 49 ] |
| 14 grudnia      | YELLOW DANCER                                                                                         | Gen Hoshino                               | [ 50 ] |
| 21 grudnia      | Chandelier (jap. シャンデリア)                                                                        | Back number                               | [ 51 ] |
| 28 grudnia      | Chandelier (jap. シャンデリア)                                                                        | Back number                               | [ 52 ] |

## BillboardJapan Hot Albums
| Data            | Album                                                                                         | Wykonawca        | Źródło |
| --------------- | --------------------------------------------------------------------------------------------- | ---------------- | ------ |
| 8 czerwca       | WHITE                                                                                         | Superfly         | [ 53 ] |
| 15 czerwca      | REFLECTION                                                                                    | Mr. Children     | [ 54 ] |
| 22 czerwca      | _genic                                                                                        | Namie Amuro      | [ 55 ] |
| 29 czerwca      | REFLECTION                                                                                    | Mr. Children     | [ 56 ] |
| 6 lipca         | JUMPing CAR                                                                                   | Hey! Say! JUMP   | [ 57 ] |
| 13 lipca        | KIS-MY-WORLD                                                                                  | Kis-My-Ft2       | [ 58 ] |
| 20 lipca        | DREAMS COME TRUE THE BEST! Watashi no dorikamu (jap. DREAMS COME TRUE THE BEST! 私のドリカム) | Dreams Come True | [ 59 ] |
| 27 lipca        | DREAMS COME TRUE THE BEST! Watashi no dorikamu (jap. DREAMS COME TRUE THE BEST! 私のドリカム) | Dreams Come True | [ 60 ] |
| 3 sierpnia      | DREAMS COME TRUE THE BEST! Watashi no dorikamu (jap. DREAMS COME TRUE THE BEST! 私のドリカム) | Dreams Come True | [ 61 ] |
| 10 sierpnia     | SUPER Very best                                                                               | V6               | [ 62 ] |
| 17 sierpnia     | DREAMS COME TRUE THE BEST! Watashi no dorikamu                                                | Dreams Come True | [ 63 ] |
| 24 sierpnia     | DREAMS COME TRUE THE BEST! Watashi no dorikamu                                                | Dreams Come True | [ 64 ] |
| 31 sierpnia     | DREAMS COME TRUE THE BEST! Watashi no dorikamu                                                | Dreams Come True | [ 65 ] |
| 7 września      | DREAMS COME TRUE THE BEST! Watashi no dorikamu                                                | Dreams Come True | [ 66 ] |
| 14 września     | Yasō emaki (jap. 八奏絵巻)                                                                    | Wagakki Band     | [ 67 ] |
| 21 września     | Ninin sankyaku 2015.8.15 ~Midori no hi~ (jap. 二人参客 2015.8.15〜緑の日〜)                   | Yuzu             | [ 68 ] |
| 28 września     | AAA 10th ANNIVERSARY BEST                                                                     | AAA              | [ 69 ] |
| 5 października  | Singles (jap. シングルス)                                                                     | Maroon 5         | [ 70 ] |
| 12 października | Singles (jap. シングルス)                                                                     | Maroon 5         | [ 71 ] |
| 19 października | Bremen                                                                                        | Kenshi Yonezu    | [ 72 ] |
| 26 października | Ace of Angels                                                                                 | AOA              | [ 73 ] |
| 2 listopada     | Japonism                                                                                      | Arashi           | [ 74 ] |
| 9 listopada     | Japonism                                                                                      | Arashi           | [ 75 ] |
| 16 listopada    | The Beatles 1 (jap. ザ・ビートルズ1)                                                          | The Beatles      | [ 76 ] |
| 23 listopada    | Kanjani8 no genki ga deru CD!! (jap. 関ジャニ∞の元気が出るCD!!)                               | Kanjani ∞        | [ 77 ] |
| 30 listopada    | 0 to 1 no aida (jap. 0と1の間)                                                                | AKB48            | [ 78 ] |
| 7 grudnia       | LOVE LETTER                                                                                   | Jun. K           | [ 79 ] |
| 14 grudnia      | YELLOW DANCER                                                                                 | Gen Hoshino      | [ 80 ] |
| 21 grudnia      | Chandelier (jap. シャンデリア)                                                                | Back number      | [ 81 ] |
| 28 grudnia      | Chandelier (jap. シャンデリア)                                                                | Back number      | [ 82 ] |